# Horda
No contexto histórico da Ásia e Europa Oriental, horda, também grafada orda, ordu, ordo ou ordon, é uma estrutura geopolítica e militar histórica que existiu na estepe euroasiática, geralmente associada aos mongóis e aos povos turcos. Em muitos contextos é uma entidade equivalente a um clã ou tribo. Trata-se de um termo que, num contexto mais relacionado com organização geopolítica ou entidade nacional, é muitas vezes usado como sinónimo é ulus, que significa "nação" ou "país", em turco, mas que também pode ser "povo"; na mesma língua, ordu significa "exército".
Em mongol, ordo, ordu ou ordon significa "corte" e, por exemplo, na atualidade o palácio do governo da Mongólia chama-se Zasgiin gazriin ordon. Em português, como na generalidade das línguas europeias, a palavra tem também o significado de bando indisciplinado, turba ou grupo de muitas pessoas.
Algumas hordas com mais sucesso militar e político deram origem a canatos, como foi o caso, por exemplo, da Horda Dourada, Horda Branca, Horda Azul e da Horda Nogai.
Frequentemente, as hordas formavam-se quando famílias estabelecidas em auls (aldeias fortificadas) se mudavam por considerarem impossível sobreviver na área. Era comum que os períodos de seca coincidissem com o aumento do número de hordas. Estas eram patriarcais, em que os membros masculinos constituíam um exército. Algumas hordas obtinham o seu sustento dos seus rebanhos, enquanto que outras viviam da pilhagem. Na sequência das guerras, algumas hordas eram destruídas e outras assimiladas. Em algumas ocasiões, aquelas que tiveram mais sucesso, assimilaram grande parte das restantes hordas da estepe eurasiática e dedicaram-se a fazer razias às entidades nacionais suas vizinhas. Algumas dessas hordas deixaram marcas na história, como foi o caso da Horda Dourada.

## Etimologia
Etimologicamente, o termo "horda" deriva do turcomano ordu, que podia significar campo, palácio, tenda ou "sede do poder" ou "corte real". A palavra chegou às línguas eslavas orientais através do tártaro e deu origem ao termo "horda" das línguas europeias ocidentais. O "h" inicial, presente em todas as línguas europeias ocidentais, provavelmente deve-se ao facto do termo polaco (horda) ter "h". "Urdu", o nome duma língua falada no subcontinente indiano, também deriva da palavra turcomana.